# Jason Burke
Jason Burke (nascido em 1970) é um jornalista britânico e autor de alguns livros não-ficcionais. Trabalha como correspondente do The Observer e do The Guardian no Sul da Ásia, e atualmente mora em Nova Déli. Trabalhou com diversos temas incluindo política, cultura e serviços sociais na Europa e no Oriente Médio.  Também escreveu sobre extremismo islâmico e cobriu as guerras no Afeganistão (em 2001) e no Iraque (em 2003).
Em 2003, lançou o livro Al-Qaeda: Casting a Shadow of Terror, relançado mais tarde como Al-Qaeda: The True Story of Radical Islam em uma versão atualizada. Em 2006, lançou On the Road to Kandahar: Travels through Conflict in the Islamic World.